# Barleria delamerei
Barleria delamerei är en akantusväxtart som beskrevs av Spencer Le Marchant Moore. Barleria delamerei ingår i släktet Barleria och familjen akantusväxter. Inga underarter finns listade i Catalogue of Life.